# جائزة الكتاب المسلمين
جائزة الكتاب المسلمين هي حفل توزيع جوائز بريطاني سنوي، يهدف إلى تكريم وعرض والاحتفاء بالمواهب الأدبية داخل الجالية المسلمة في المملكة المتحدة. تأسست عام 2006، مع فئة جائزة الشاب المسلم التي تأسست عام 2010.
الآن في عامها الرابع، تم تجميع جوائز الكتاب المسلمين لعرض أفضل المواهب الأدبية من المسلمين في جميع أنحاء المملكة المتحدة والاحتفاء بهم.

## فرضية
وفقًا لمؤسسي جوائز الكتاب المسلمين، عمران أكرم وفراز يوسفزاي، فإن الهدف من جائزة الكتاب المسلمين «هو رعاية تلك الموهبة، ولفت انتباه العالم الأوسع إليها ثم الاحتفال بها. نريد أن نمنح الكتاب المسلمين الثقة في قدراتهم وأن نقدم منبرًا لتوصيل تجاربهم وإبداعهم من خلال قوة القلم». شعار الجوائز هو: «شاركوا القصص، تعالوا. حان الوقت، اكتب الآن!»

## حدث 2007
عملت مكتبات برمنجهام في مشروع كتاب مبدعين مع كتاب من خلفيات مسلمة. لقد قدموا للكتاب بوابة إلكترونية حيث يمكن للكتاب تحميل أعمالهم من أي نوع عبر الإنترنت - www.publishingb Birmingham.com. كانوا يهدفون إلى إتاحة الفرصة للكتاب لتطوير أنفسهم وكسب الدخل من كتاباتهم.
للاحتفال بأعمال ومساهمات الكتاب البريطانيين، أقيمت أول جوائز الكتاب المسلمين السنوية في 28 مارس 2007 في مسرح المكتبة في برمنغهام. في هذا الحدث، تحدث متحدثون وكتاب مسلمون من بينهم قيصرة شهرز، ومعظم بيغ، وسلمى يعقوب، وفراز يوسفزاي عن تجاربهم في النشر.

## حدث 2008
بعد استلام 10000 عمل في 12 شهرًا، في 29 مارس 2008، أقيم حفل توزيع جوائز الكتاب المسلمين الثاني في مركز المؤتمرات الدولي في برمنغهام.
تم تنظيم هذا الحدث من قبل شركة Innovate Arts CIC غير الربحية ومقرها أستون بالشراكة مع مكتبات برمنغهام، وقناة الإسلام، التي بثت الحفل، وبنك يوركشاير وراديسون ساس، واستضافه المدون برمنغهام ميل فراز يوسفزاي.
حظي الحفل بدعم رئيس الوزراء جوردون براون والحكومة المحلية ودعاة المشاهير. حضر الحفل أكثر من 1000 شخص بما في ذلك عمدة مدينة برمنغهام، البارونة سعيدة وارسي وضيف الشرف جيرمين جاكسون، بينما استقبل جيمس كان، الذي لم يتمكن من إقامة الحدث، الجمهور برسالة فيديو.
تم بث الحفل على الهواء مباشرة لملايين المشاهدين في جميع أنحاء المملكة المتحدة وأوروبا والشرق الأوسط من قبل قناة الإسلام.
تم توزيع ثماني جوائز على الفائزين، بعد مراجعة 10000 مشاركة من قبل لجنة من الحكام المستقلين. الفائزة بجائزة كاتب العام 2008 هي علياء فوغان البالغة من العمر 38 عامًا من بريكستون في لندن. كما حصلت على جائزة أفضل قصة للأطفال. الكاتب المنشور لعام 2008 كان محتجزًا سابقًا في غونتنامو، ومالك مكتبة برمنغهام، معظم بيغ. بالإضافة إلى ذلك، فاز الكاتب سوليهل كاشيف شودري بجائزة كاتب القصة القصيرة. تنافس 26 كاتبًا مسلمًا، من بينهم روائيون وشعراء دون 16 عامًا وصحفيون، على الجوائز في الفئات الثماني.

## حدث 2009
في 27 مايو 2009، أقيمت جائزة الكتاب المسلمين الثالثة في فندق هيلتون بارك لين في لندن بالشراكة مع مجموعة دار بنغوين جروب للنشر.

## حدث 2010
فتح باب التقديم لجوائز الكتاب المسلمين 2010 من 15 سبتمبر 2009 إلى 5 فبراير 2010.
بالإضافة إلى ذلك، تم الإعلان عن فئة جديدة - جوائز الكتاب المسلمين الشباب.

## حدث 2011
في 22 نوفمبر 2011، أقيمت الدورة الخامسة لجوائز الكتاب المسلمين في مسرح شكسبير غلوب في لندن. تم دعم الحدث من قبل Muslim Hands وبرعاية مجموعة Penguin وPuffin Books وIslam Channel وBrit Writers Awards. قدم المغني داود وارنسبي أداء الشاعر zkthepoet في هذا الحدث. وكان من بين الضيوف المؤلفين عامر حسين، وروبا فاروكي، وعرفان ماستر، وشلينا زهراء جان محمد من بين الشخصيات الأدبية وصناعة النشر.
تم تقديم الإدخالات لثماني فئات تشمل الروايات والقصص القصيرة والشعر وقصص الأطفال والسيناريوهات والمدونات والصحافة. فاز شهريار ماندانيبور بفئة الروايات المنشورة عن فيلم «مراقبة قصة حب إيرانية»، بينما فاز «بعيدًا عن المنزل» للكاتب نعيمة ب.روبرت في فئة كتب الأطفال. فاز زكثبوت وأحمد مسعود في فئتي الشعر والرواية غير المنشورة على التوالي. ولكن على الرغم من الأسماء الكبيرة في الغرفة، إلا أنها كانت موهبة ناشئة أقل شهرة ونجحت في الحصول على جائزة الكاتب المسلم لهذا العام - تام حسين، كما نجح في فئة القصة القصيرة لعمله الجديد، Little Flecks of Silver. تم وضع الفائزين في برامج الكتابة ودخلوا في شراكة مع المحررين والكتاب الأكثر شهرة الذين سيوفرون لهم التوجيه خلال العام المقبل.
تم وضع الفائزين في برامج الكتابة ودخلوا في شراكة مع المحررين والكتاب الأكثر شهرة الذين سيوفرون لهم التوجيه على مدار العام.

## حدث 2012
في نوفمبر 2012، أقيمت الدورة السادسة لجوائز الكتاب المسلمين في لندن وضمت مجموعة واسعة من الفئات من المسرحيات إلى كتابة الروايات إلى الصحافة.

## جوائز الشباب المسلم

### حدث 2010
في أكتوبر 2009، أعلنت جوائز الكتاب المسلمين أن الكتاب الذين تتراوح أعمارهم بين 8 و16 عامًا يمكنهم الآن المشاركة وسيتم الإعلان عن الفائزين في كل من أفضل قصة قصيرة وأفضل فئتي شعر في حفل توزيع الجوائز المقرر في أبريل 2010. جائزة الكتاب المسلمين الشباب (YMWA) هو مشروع تنفذه الأيادي المسلمة ويستضيفه معهد الدراسات الإنجليزية.
في 26 مايو 2010، تم حفل توزيع جوائز الكتاب المسلمين الشباب. حضر الحفل المشاركون المختارون من جميع أنحاء المملكة المتحدة وخارجها، مع أولياء الأمور والمعلمين ومجموعة من الضيوف المميزين من عالم النشر والصحافة.
انطلقت المناسبة من خلال عرض حي تفاعلي من الشعر والإيقاع والرسم، صممه محمد علي (المعروف أيضًا باسم الهباء الجوي العربي). تضم لجنة التحكيم المؤلفين الحائزين على جوائز ليلى أبو العلا (مؤلفة كتاب المئذنة) وكتّاب الأطفال آنا بيريرا (مؤلفة كتاب Guantanamo Boy)، وBhavit Mehta (مؤلف Laghu the Clever Crow)، وصوفية أحمد (مؤلفة سلسلة أكاديمية خديجة). مع الروائية الأكثر مبيعًا قيصرة شهرز، ومعظم بيغ (مؤلف وكاتب العام في MWA لعام 2008) وزاهد حسين (مؤلف كتاب The Curry Mile).
تم الكشف عن الفائزين في كل من أفضل قصة قصيرة وأفضل شعر في حفل توزيع جوائز متلفز في أبريل 2010. أقيمت الأحداث الإقليمية لتسليط الضوء على الأهداف والغايات من وراء الجوائز في جميع أنحاء البلاد.

### 2011
في 1 يونيو 2011، أقيم حفل توزيع جوائز الكتاب المسلمين الشباب في مجلس الشيوخ. وكان من بين المتحدثين في الحفل سو إيفانز، مديرة التنمية وجمع التبرعات في Booktrust، ونبيل أحمد، رئيس اتحاد الجمعيات الطلابية الإسلامية، الذي قدم جائزة نيابة عن صندوق الجالية الإسلامية الراعي لجائزة الكاتب المسلم الشاب للعام 2011. وتضمن الحفل عروضاً حية لشعراء الأداء واجد حسين وراديكال كوين ولبنى إقبال وديفيد بيرن وعازف الدرامز شهباز أحمد.

### 2012
- http://www.sultanasdream.com.au/Issue_2012_August/EVENTS_YoungMuslimWritersAward.htm
- http://www.islamicschool.com.au/news_2012-02-20.html

### 2013
في 2 يوليو 2013، أقيم حفل توزيع جوائز الكتاب المسلمين الشباب الثالث في مجلس الشيوخ في لندن. تم تنظيمه من قبل منظمة الأيادي الإسلامية وعقد بالتعاون مع مؤسسة يوسف الإسلام. ضمت لجنة تحكيم هذا العام المؤلفة الحائزة على جوائز هي صوفيا أحمد (أسرار فتاة الحنة) ونعيمة ب.روبرت (بعيدًا عن المنزل).
ينظم YMWA أيضًا سلسلة من الأحداث على مدار العام بالشراكة مع المؤلفين وسلطات التعليم المحلية والمدارس في جميع أنحاء البلاد لرعاية وتطوير مهارات الكتابة للأطفال، ومساعدتهم على أن يصبحوا أفضل في التواصل.

## روابط خارجية
- الموقع الرسمي
- بهاتي، جنيد. غضب الروائي من «الرقابة» من قبل مشروع الكتاب المسلمين الوطنيين. غانا الحديثة. 12 أغسطس 2008
- جائزة Flood، Alison Muslim Writers تنفي الرقابة على الرواية «غير المستساغة». الجارديان. 13 أغسطس 2008
- جوائز الكتاب المسلمين. مهرجانات أدبية